# شفابن (منطقة إدارية)

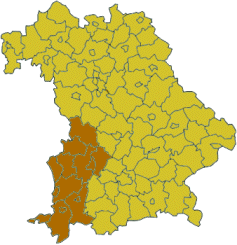
موقع شوابيا ضمن ولاية بافاريا

صُوَابَة أو شفابن (بالألمانية : Regierungsbezirk Schwaben شفابن) هي واحدة من سبع مناطق إدارية ولاية بافاريا ألمانية وعاصمتها مدينة أوغسبورغ، تشكل جزءاً من منطقة شوابيا التاريخية، تبلغ مساحتها حوالي عشرة آلالف كيلومتر مربع، تقع في الجزء الجنوبي الغربي من بافاريا وقد أًرفقت بها عام 1803. حكمتها دوقات سلالة هوهنشتافن. خلال العهد النازي فصلت المنطقة عن بقية بافاريا لتصبح reichsgau Swabia. وأعيد دمجها في بافاريا بعد الحرب العالمية الثانية.
فإن تقسم المنطقة (regierungsbezirk) إلى 3 مناطق (Planungsregionen) : ألغوي وأوغسبورغ، دوناو - إلير. وتشمل دوناو - إلير أيضا مقاطعتين ومدينة واحدة من ولاية بادن-فورتمبيرغ.

## معرض صور

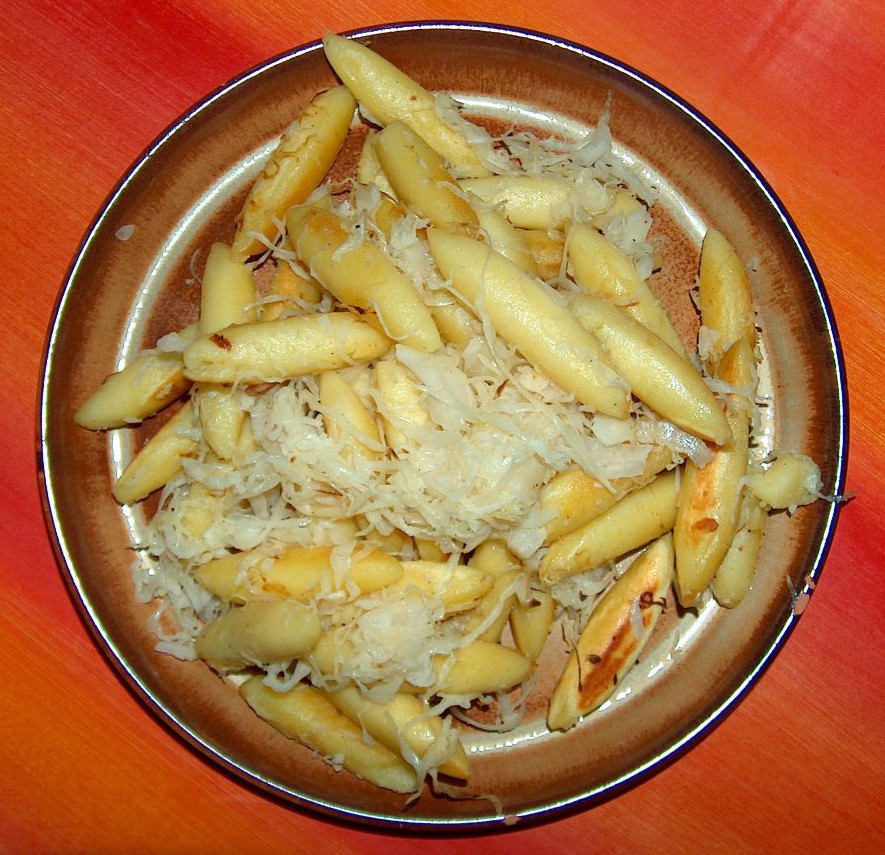
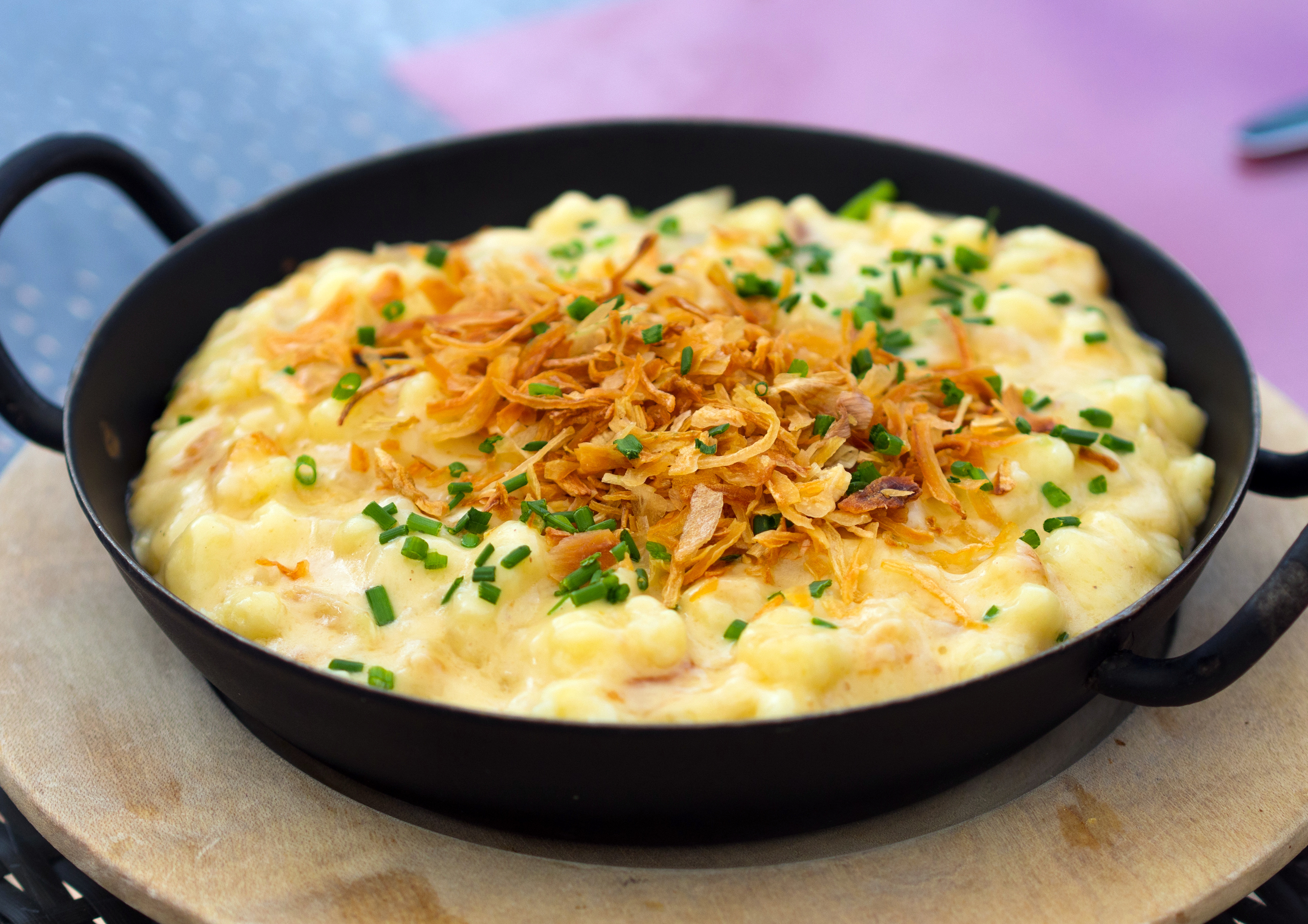
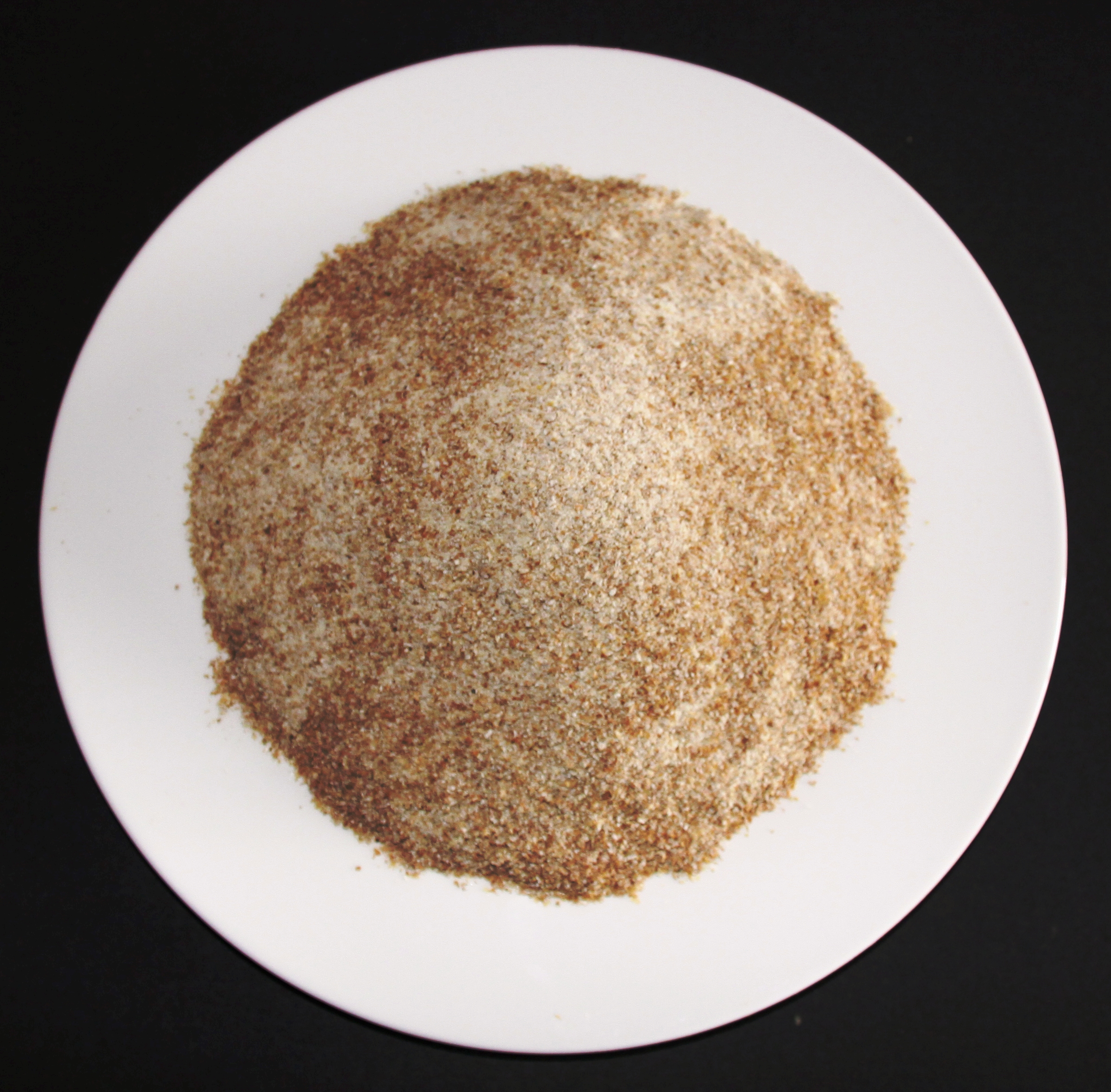

## السكان
```
عدد سكان شوابيا التاريخي:
*1939:  934,311
*1950: 1,293,734
*1961: 1,340,217
*1970: 1,467,454
*1987: 1,546,504
*2002: 1,776,465
*2005: 1,788,919
```